# Hinckle-O’Brien-Lewis Company
Hinckle-O’Brien-Lewis Company war ein US-amerikanischer Hersteller von Automobilen.

## Unternehmensgeschichte
Das Unternehmen hatte 1908 seinen Sitz in Chester in Pennsylvania. 1908 stellte es Taxis für die Pennsylvania Taximeter Cab Company aus Philadelphia in Pennsylvania her. Der Markenname lautete Pennsylvania. John C. Hinckle leitete beide Unternehmen. Insgesamt entstanden 30 Fahrzeuge.
Es ist nicht bekannt, wann das Unternehmen aufgelöst wurde.
Es gab keine Verbindung zur Pennsylvania Auto-Motor Company, die den gleichen Markennamen für ihre Personenkraftwagen verwendete.

## Fahrzeuge
Nach Angaben von Hinckle waren die Taxis die größten, die in Philadelphia eingesetzt wurden. Sie boten Platz für einen Fahrer und fünf Fahrgäste.